# Vasil Valo
Vasil Valo (24. dubna 1921 Zadné Podkarpatská Rus – 8. července 1979 Praha) byl československý generál ČSLA, politik Komunistické strany Československa ukrajinské respektive rusínské národnosti a poslanec Sněmovny národů Federálního shromáždění zvolený v českých zemích za normalizace.

## Biografie
Pocházel z Podkarpatské Rusi. Za druhé světové války byl aktivní na průzkumných a zpravodajských postech u československých jednotek v Sovětském svazu, do nichž vstoupil v lednu 1943. Od roku 1945 zastával velitelské funkce v ČSLA. Od roku 1946 byl členem KSČ. V letech 1959–1960 byl zástupcem náčelníka Generálního štábu ČSLA. V registračních protokolech (nejen v čísle svazku 2447) byl od roku 1954 evidován jako agent StB, většinou pod krycím jménem Václav. V roce 1971 se stal prvním náměstkem ministra národní obrany ČSSR. V roce 1971 mu byl udělen Řád práce, roku 1975 Řád Vítězného února. Roku 1975 byl povýšen na generálplukovníka. Coby náměstek ministra národní obrany se uvádí k roku 1971 i 1976. Před smrtí také zasedal v Ústředním výboru federálního Svazu protifašistických bojovníků.
XIV. sjezd KSČ ho zvolil za člena Ústředního výboru Komunistické strany Československa. Ve funkci ho potvrdil XV. sjezd KSČ.
Ve volbách roku 1971 zasedl do české části Sněmovny národů (volební obvod č. 19 - Tábor, Jihočeský kraj). Mandát obhájil ve volbách roku 1976 (obvod Brno-venkov, Jihomoravský kraj). Ve FS setrval do své smrti roku 1979.

## Vyznamenání
- Československý válečný kříž 1939, udělen v březnu 1944
- Řád vlastenecké války /1943-1985/, II. stupeň, udělen v červnu 1944 (SSSR)
- Československý válečný kříž 1939, udělen podruhé v říjnu 1944
- Československá medaile Za chrabrost před nepřítelem, udělena v říjnu 1944
- Pamětní medaile československé armády v zahraničí, udělena v prosinci 1944
- Československá vojenská medaile za zásluhy, I. stupeň, 1945
- Medaile Za vítězství nad Německem ve Velké Vlastenecké válce 1941-1945[12], 1946 (SSSR)
- Československý vojenský řád Za svobodu, zlatá hvězda, 1949
- Medaile Za osvobození Prahy, 1950 (SSSR)
- Řád rudé hvězdy, 1958
- Dukelská pamětní medaile, 1959
- Řád rudé zástavy, 1969
- Řád Rudého praporu práce, 1970
- Řád práce, 1971

- Pamětní medaile k 25. výročí Vítězného února, 1975
- Pamětní medaile k 20. výročí osvobození ČSSR
- Medaile Za upevňování přátelství ve zbrani [13], I. stupeň
- Jubilejní medaile 20. výročí vítězství ve Velké vlastenecké válce 1941-1945[14], (SSSR)

## Galerie

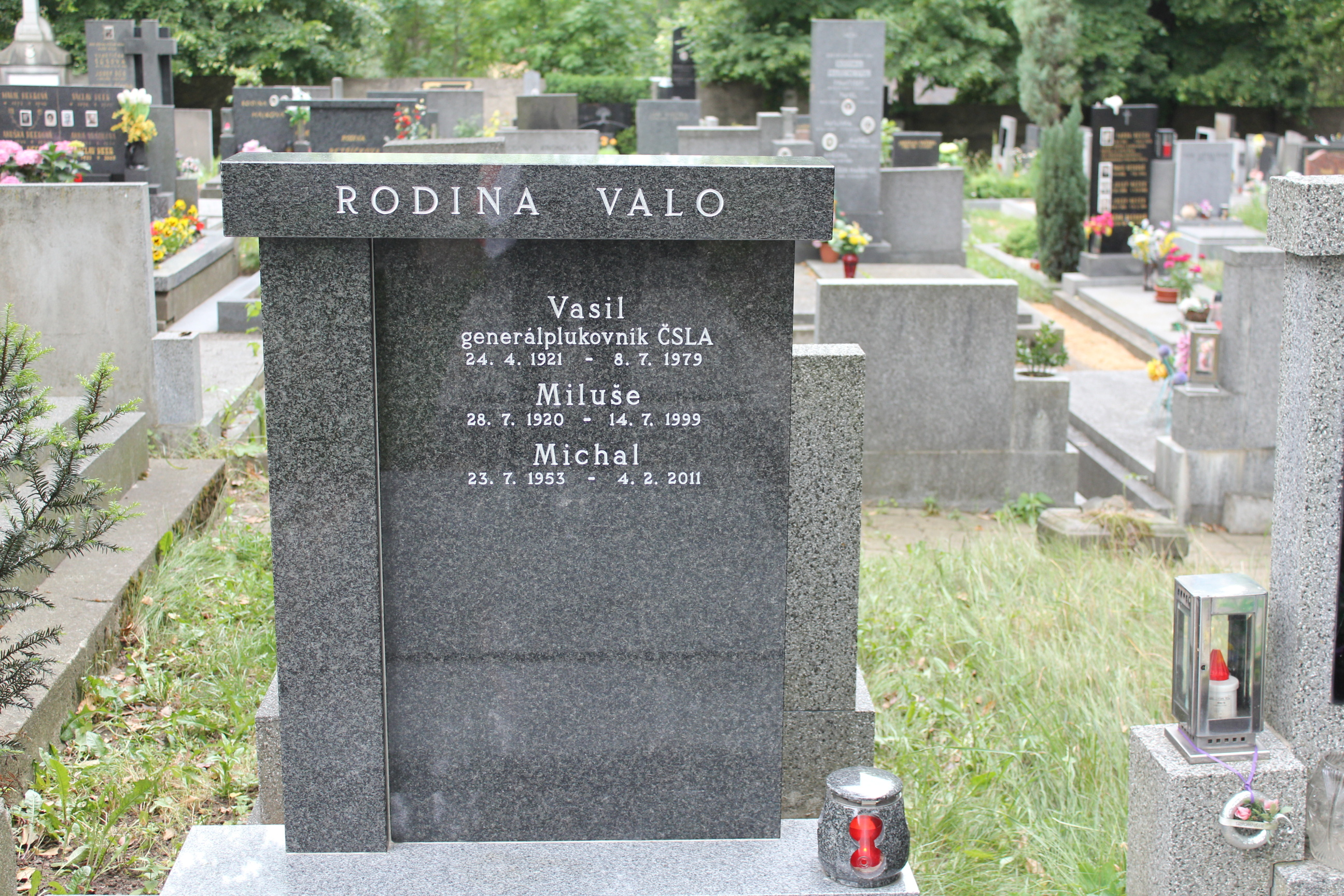
Hrob v Dolních Počernicích
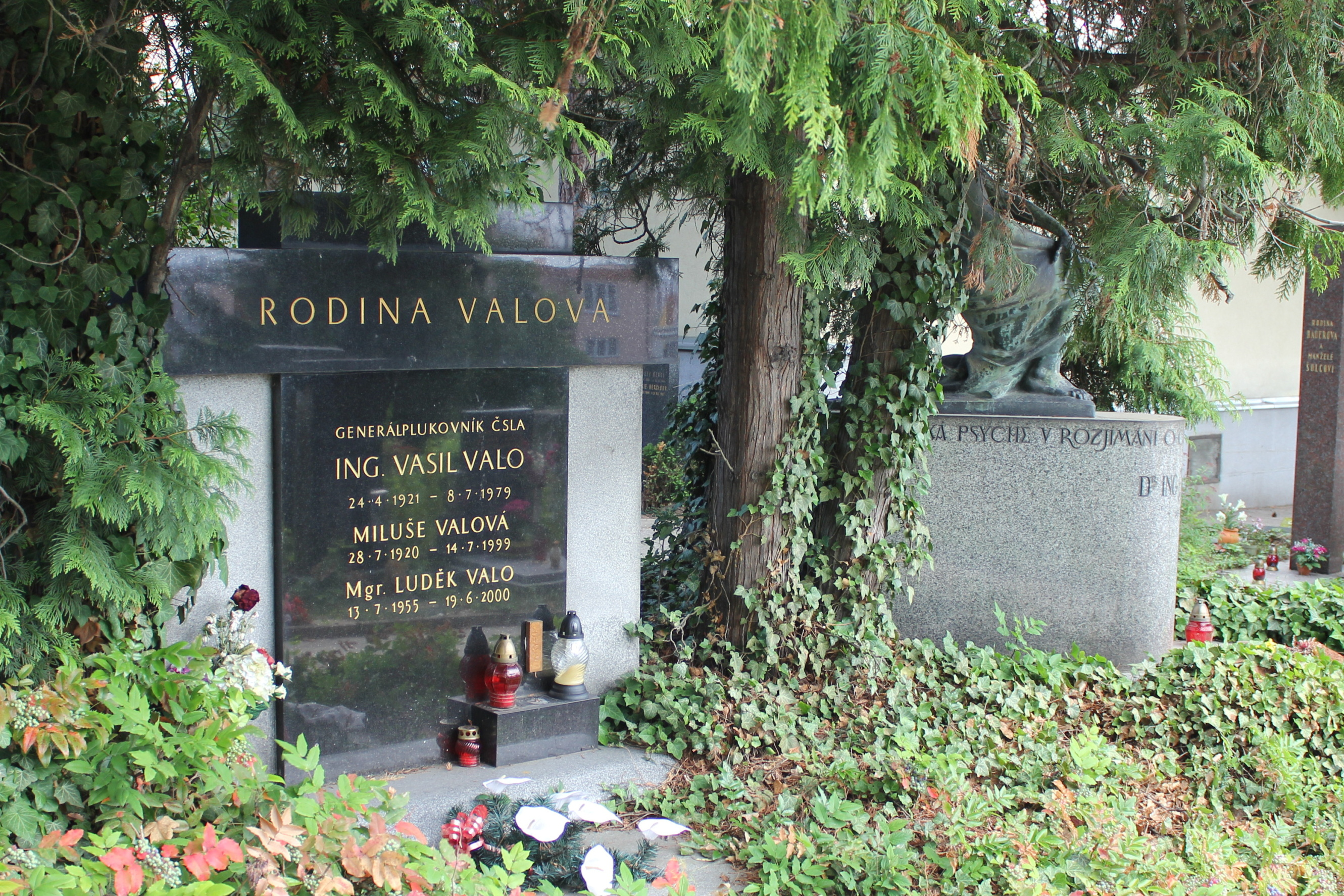
Hrob v Praze 10 (Strašnické krematorium)